# Спутниковый приёмник

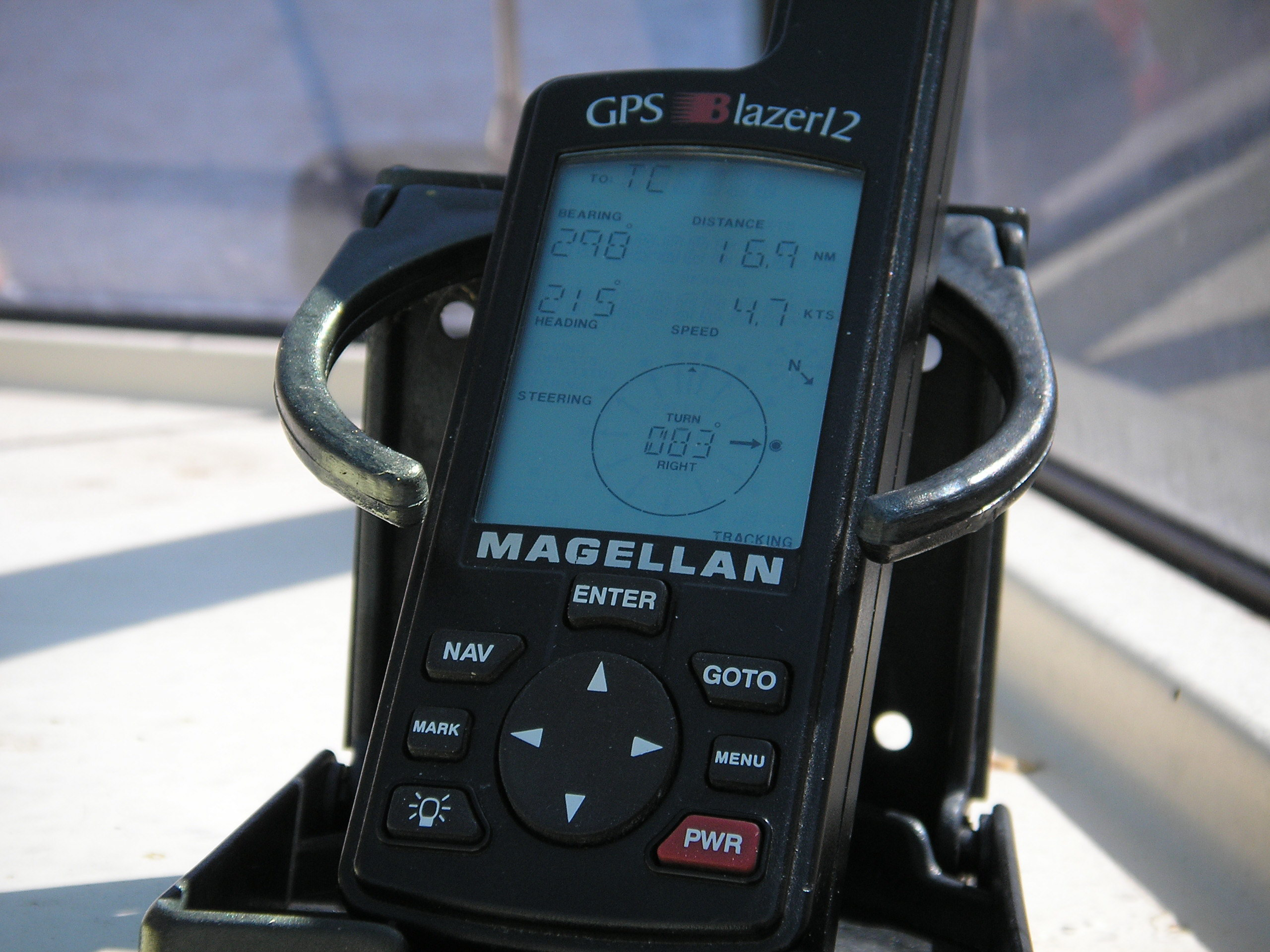
GPS-навигатор Magellan Blazer 12

Спутниковый приёмник (также ГНСС-приёмник) — радиоприёмное устройство для определения географических координат текущего местоположения антенны приёмника на основе данных о временных задержках прихода радиосигналов, излучаемых спутниками навигационных систем. В зависимости от используемой системы навигации разделяются на GPS-приёмники, ГЛОНАСС-приёмники и так далее, однако в настоящее время большинство потребительских и профессиональных спутниковых приёмников умеют работать с несколькими спутниковыми системами навигации.

## Точность измерения

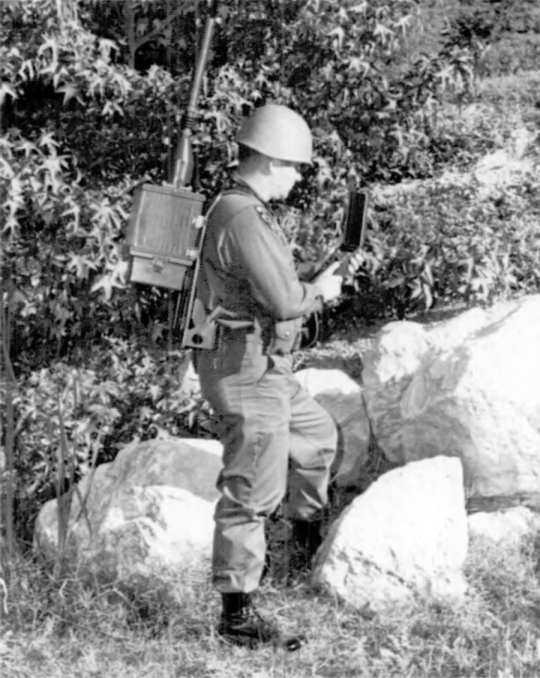
Один из первых полностью функциональных портативных GPS-приёмников с выводом координат на экран планшета

Существует два принципиальных источника ошибок. Первый, это то, что в приёмнике, в отличие от спутника, используются менее точные кварцевые часы, требующие регулярной синхронизации. Устранить ошибку можно, если использовать атомные часы, аналогичные размещенным на спутнике. Но, во-первых, это громоздко, во-вторых, дорого — их стоимость около 100 000 долларов. Другое решение — математически вычесть погрешность часов приёмника, приняв сигналы точного времени от минимум четырёх спутников. Этот метод и применяется в системах спутниковой навигации. Ныне эта информация неактуальна, так как время все приёмники получают через связь с местной базовой станцией, в населённой местности расположенной в пределах нескольких сотен метров — первых километров.
Второй источник ошибки — время обработки сигнала в приёмнике, так называемый бит-тайм. Для обычных GNSS-устройств заложена точность в один процент от бит-тайма, это соответствует 10 наносекундам, для скорости света — это расстояние 3 метра. Такая точность достаточна для ориентирования на местности, но не годится для строительства. Более продвинутые приёмники в профессиональных геодезических устройствах или для военных целей имеют точность на несколько порядков выше и определяют положение с точностью до 300 мм.
Остальная погрешность набирается при прохождении сигналом атмосферы, то есть зависит от облачности и погоды, от различных препятствий, — лес, здания, тело самого владельца прибора и пр. На практике максимальная точность измерения бытовых приёмников всегда ограничена бит-таймом и составляет 3—5 м даже при использовании систем SBAS и местных систем передачи поправок от наземной станции на 1 км расстояния между станциями (дифференциальный метод). До 1 мая 2000 года точность GPS искусственно занижалась путём внесения в сигналы, передаваемые спутником, ложных поправок.

## Классификация
Устройства, использующие в своей работе сигнал со спутников GNSS, можно разделить на профессиональные, обладающие высокой точностью определения местоположения, и бытовые. Первые в основном используются в военных целях, для геодезии и картографии, а вторые получили широкое применение в различных сферах современной жизни.
Профессиональное GNSS-оборудование отличается качеством изготовления компонентов (особенно антенн), используемым программным обеспечением (ПО), поддерживаемыми режимами работы (например RTK, binary data output), рабочими частотами (L1 + L2), алгоритмами подавления интерференционных зависимостей, солнечной активности (влияние ионосферы), поддерживаемыми системами навигации (например GPS, ГЛОНАСС, Galileo, Beidou), увеличенным запасом электропитания и, разумеется, ценой.
Профессиональные GNSS-приёмники классифицируются как приёмники геодезического класса и приёмники ГИС-класса:
- геодезические приёмники — устройства, используемые для геодезических работ;
- приёмники ГИС-класса — представляют собой промышленный вариант КПК, в который встроено приёмо-передающее устройство и антенна, с предустановленным специализированным ПО;

В целом, геодезические приёмники дают лучшую точность определения координат, однако развитие технологий позволяет некоторым моделям ГИС-класса успешно их заменять.
Основа любого GPS-приёмника — это чипсет, на котором он работает. Долгое время все приёмники выпускались с 12-канальными чипсетами. Кроме того, что 12 каналов недостаточно для быстрого «холодного старта» — первоначального определения своего местоположения, такие приёмники нуждались в открытом небе, так как работали только с прямой видимостью спутников (минимум 3; чем больше, тем точнее). На сегодняшний день все подобные приёмники считаются устаревшими и сняты с производства. В настоящий момент максимальное число каналов на профессиональном приёмнике — 440 (два чипсета по 220 каналов в приёмнике). Поскольку навигационные спутники вещают на разных частотах, для повышения точности, профессиональное оборудование определяет координаты с помощью всех доступных каналов всех видимых в данный момент времени спутников. Несмотря на то, что теоретически, количество каналов профессионального геодезического оборудования как отечественного, так и зарубежного, можно повышать за счет установки дополнительных чипсетов, в ближайшее десятилетие это нецелесообразно, так как 440 каналов хватит на одновременное слежение за всеми запущенными спутниками (что в принципе невозможно, так как приёмник получает сигнал от спутников, находящихся в ограниченном секторе небесной сферы).
Спутниковые приёмники для широкого круга пользователей можно классифицировать следующим образом:
- портативные устройства — автомобильные (отдельное портативное устройство или встроенное в транспортное средство в качестве бортового компьютера (онбордера)), туристические, спортивные;
- встроенные как функциональный узел в другие устройства — в КПК, ноутбук или мобильный телефон;
- GNSS-трекеры, GNSS-логгеры, которые ведут запись и передачу координат на серверный центр и используются для спутникового мониторинга автомобилей, людей, других объектов.

Первые имеют собственный процессор для выполнения навигационных функций, а вторые, даже будучи оснащёнными собственными GNSS-чипсетами, используют для своей работы навигационные приложения, предназначенные для конкретной операционной системы основного устройства. Как правило GNSS-трекеры и GNSS-логгеры не оснащаются собственными дисплеями для отображения информации, и служат исключительно для сбора, передачи и хранения данных, которые впоследствии могут быть обработаны и использованы в самых разных целях, например для спутникового мониторинга автомобилей.